# Alfred M. Ziegler
Alfred Mayland Ziegler (* 23. April 1938 in Boston) ist ein US-amerikanischer Geologe und Paläontologe. Er ist maßgeblich am Paleomap-Projekt der Rekonstruktion der Plattentektonik im Paläozoikum beteiligt.
Ziegler studierte am Bates College mit dem Bachelor-Abschluss 1959 und wurde 1964 an der Universität Oxford promoviert. Seine Dissertation trug den Titel The stratigraphical palaeontology of the Upper Llandovery rocks in the southern part of the Welsh Borderland. 1966 wurde er Assistant Professor und 1972 Associate Professor für Paläontologie an der University of Chicago, an der er ab 1976 Professor für Stratigraphie war.
Er arbeitete am 1975 ursprünglich von Shell finanzierten Paleogeographic Atlas Project der Universität Chicago und im Paleomap Projekt unter anderem mit Christopher Scotese, Richard Bambach und Rob Van der Voo. Im Rahmen der Forschungen benannten sie die alten Kontinente bzw. Terrane Avalonia und Laurussia. 

## Schriften
- mit Christopher R. Scotese, Richard K. Bambach, Colleen Barton, Rob Van der Voo: Paleozoic base maps. In: The Journal of Geology. Band 87, Nr. 3, 1979, S. 217–277.